# O-11
La O-11 est une autoroute urbaine qui permet d'accéder à Oviedo depuis l'A-66 en venant de l'est.
Elle se déconnecte de l'A-66 pour se connecter à la N-630 qui contourne le centre ville.

## Tracé
- Elle débute à l'est d'Oviedo où elle bifurque avec l'A-66 qui contourne l'agglomération par l'est.
- Elle se connecte ensuite par un giratoire à la route nationale N-630 qui traverse le centre ville du nord au sud.

## Sorties
| Sorties | Villes                                                 |      |
| ------- | ------------------------------------------------------ | ---- |
|         | Gijón - Aviles - Torrelavega Leon - Benavente - Madrid | A-66 |
|         | Oviedo Centre - Ronda de Oviedo                        |      |